# 若戶大橋

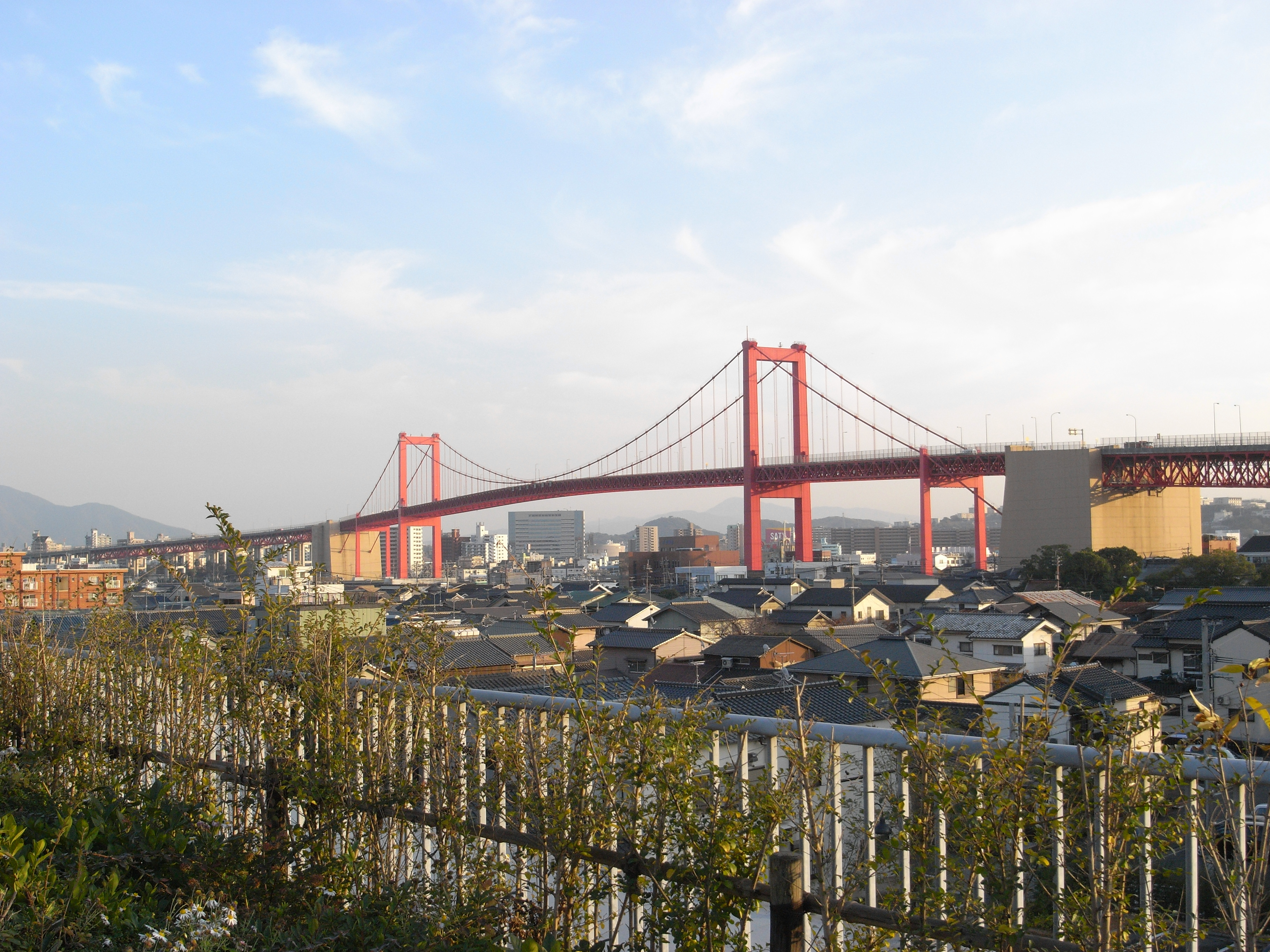
從戶畑區望向若戶大橋

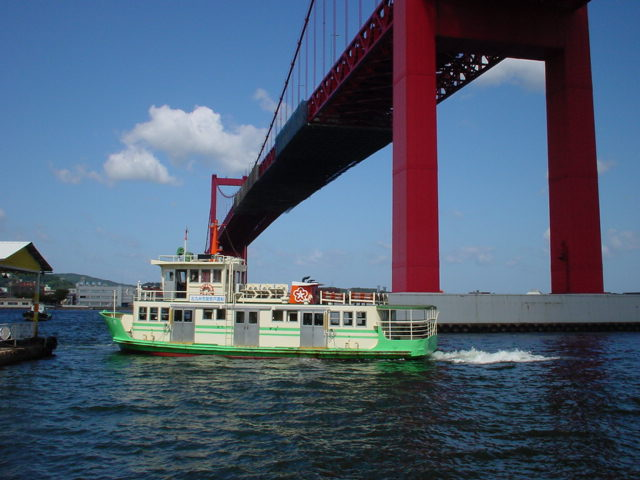
在橋底經過的若戶渡輪

若戶大橋（日语：／ Wakato ōhashi */?）是位於福岡縣北九州市洞海灣兩岸連接戶畑區和若松區兩地的橋樑，現在全線均屬於國道199號。若戶大橋是日本大型橋樑的鼻祖，修建當時是東洋第一的懸索橋，含高架橋路段全長約2.1公里。若戶大橋於2022年正式被列為國家指定重要文化材。

## 概述
- 結構形式：懸索橋(吊橋)
- 開工：1959年 3月
- 通車：1962年 9月
- 全長：627 m
- 中央跨距：367 m
- 路寬：約15.2 m (雙向四車道)
- 中央路面高度：約84 m
- 通行費: 免費（2018年12月1日開始）

## 圖片

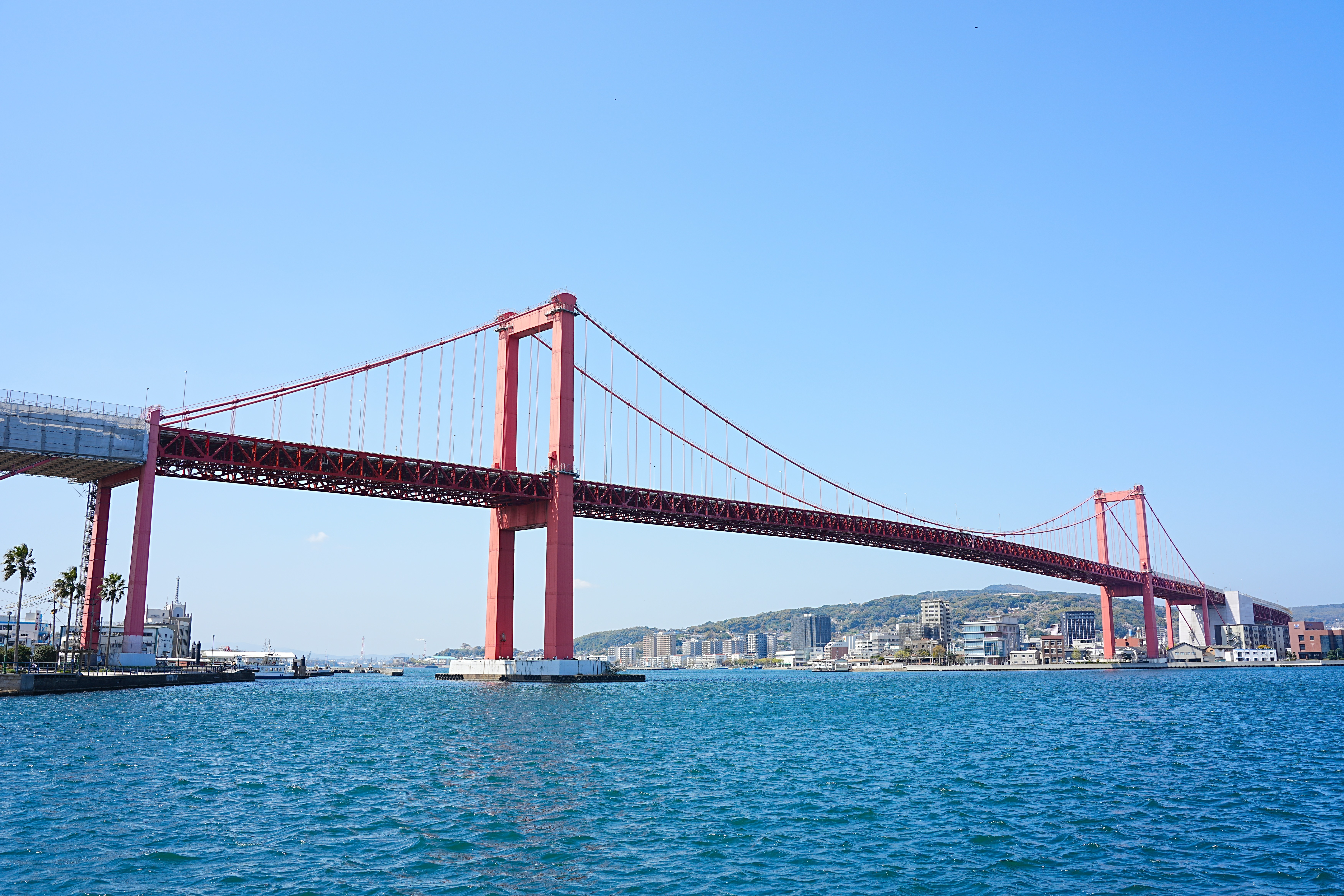
若戶大橋側面照
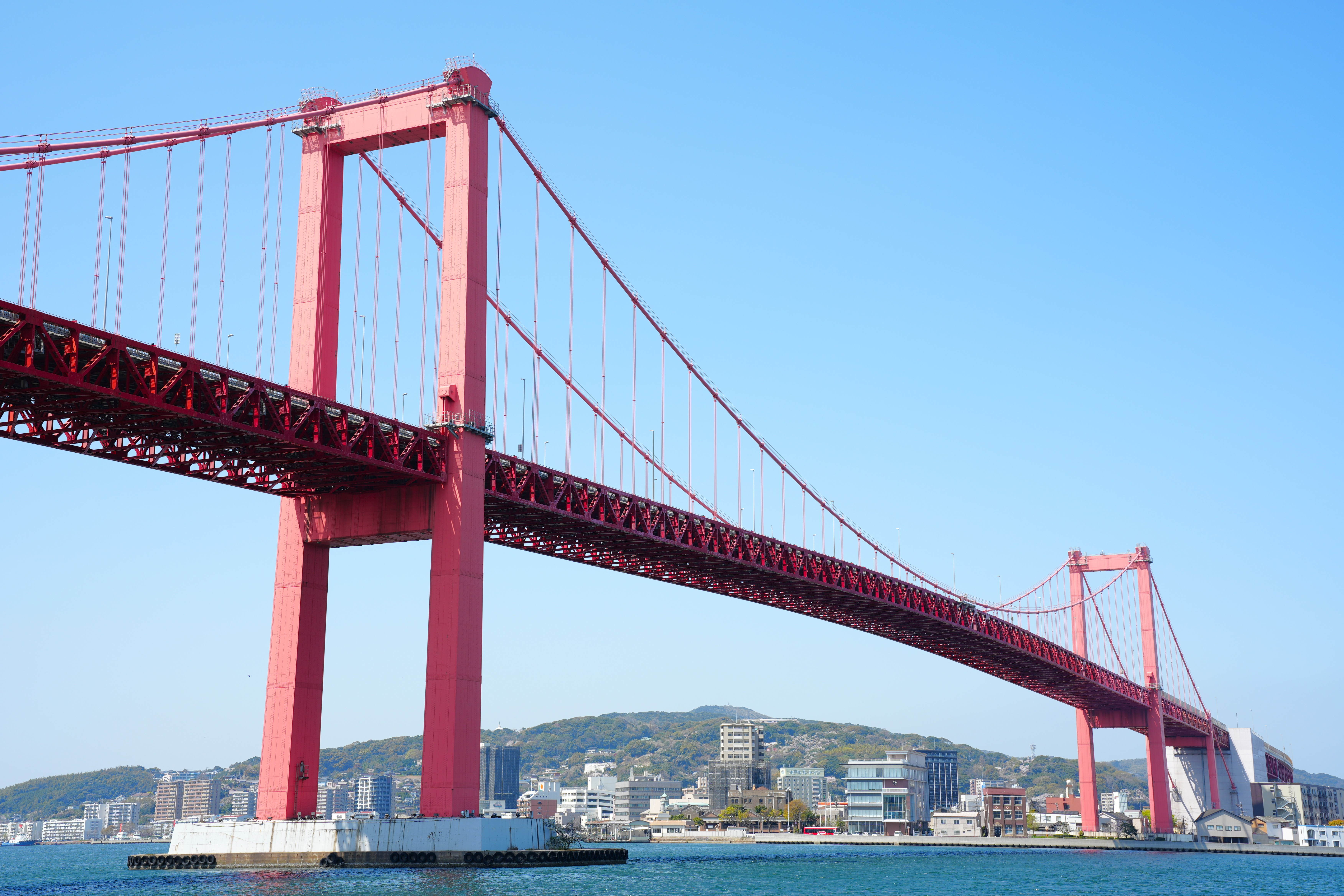
從碼頭角度拍攝
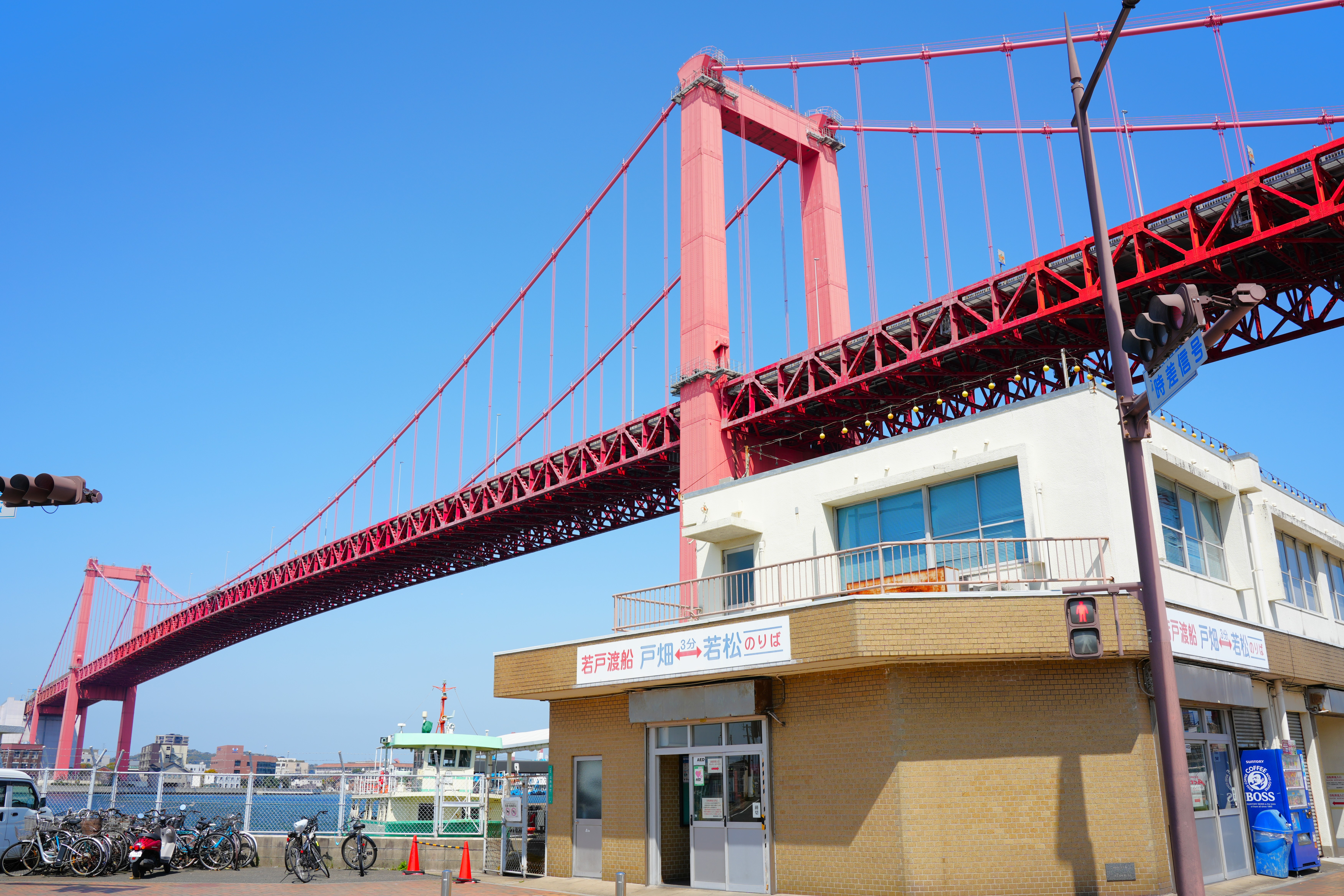
若戶大橋及若戶渡船口售票亭

## 歷史(日文維基百科翻譯)

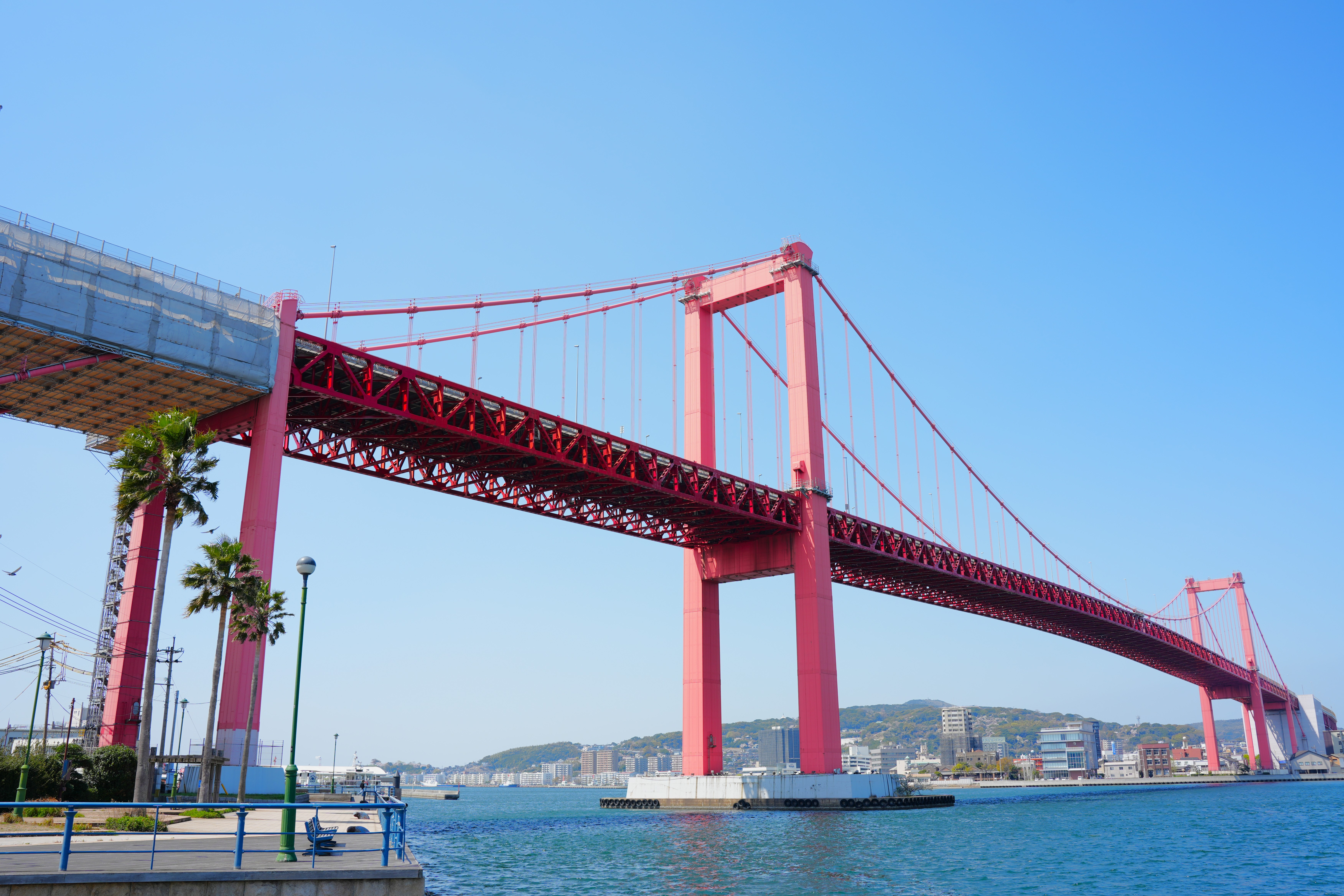
若戶大橋

- 1927年：若松市財界人士提出建設洞海灣隧道的構想。
- 1930年4月2日：發生若戶渡船翻覆事故，造成73人死亡。
- 1936年：福岡縣議會通過洞海灣隧道建設計劃。
- 1938年：內務省核准洞海灣隧道建設計劃，後因中日戰爭爆發而中斷。
- 1943年：內務省重新核准隧道建設計劃，但因太平洋戰爭爆發而擱置。
- 1952年：《道路整備特別措施法》施行，福岡縣開始進行洞海灣架橋計劃的實地調查。
- 1953年：指定二級國道199號（門司－八幡線）。
- 1955年：建設省在若松市設置若戶橋出張所，全面展開架橋計劃調查。
- 1956年：日本道路公團成立，架橋計劃從建設省移交給公團。
- 1958年
  - 4月：舉行工程說明會。
  - 5月1日：設立若戶大橋工事事務所。
  - 8月26日：核發事業許可。
- 1959年3月30日：於若松市政府前舉行動工典禮。
- 1962年9月26日：完工（9月27日開始通行）。最初的償還期限為30年後的1992年9月26日。
- 1962年9月28日－11月25日：為紀念橋梁通車，於戶畑市戶畑橋台周邊及若松市高塔山公園舉辦「若戶大橋完成紀念－產業・觀光與太空大博覽會」（若戶博）。
- 1963年9月25日－27日：舉辦通車一週年紀念的第1回若戶大橋港祭，並徵選「若戶大橋女王」。
- 1972年2月1日：行人通行費免費化。
- 1979年8月：在福岡縣幹線道路協議會上提議將橋梁擴建為四車道。
- 1982年12月21日：四車道擴建的都市計劃獲得核准。
- 1984年4月：事業變更獲准，開始四車道化工程。
- 1987年5月31日：人行道廢止。
- 1989年4月10日：因消費稅導入，部分通行費調整。
- 1990年3月31日：四車道化工程完成，擴建部分開始通行。由於北九州高速2號線的戶畑出入口－若戶出入口間通車，與北九州高速道路直接連接。4月1日起調整通行費，並將償還期限延長21年，至2013年9月26日。
- 1997年4月1日：因消費稅等調整，部分通行費（限回數票）再次變更。
- 2005年4月4日：為進行管理者變更，若戶大橋暫時從國道199號除名，改為北九州市道川代本町1號線（北九州市告示第359號、第360號）。
- 2005年9月30日：管理者由日本道路公團變更為北九州市。
- 2006年4月1日：管理者由北九州市變更為北九州市道路公社。
- 2006年4月28日：再度編入國道199號區間（北九州市告示第237號、第238號）。
- 2006年8月1日：以統一管理若戶隧道（新若戶道路）為前提，降低通行費。因應此變更，償還期限延長至2029年6月13日（北九州市道路公社公告1號、北九州市公報第1501號）。
- 2011年：為迎接通車50週年，啟動大規模補修工程。
- 2012年9月14日：若戶隧道完工，並於翌日（15日）開始通行。償還期限縮短2年，改為2027年12月6日（北九州市道路公社公告2號、北九州市公報第2891號）。
- 2012年9月27日：通車50週年。
- 2013年4月：於若松橋台內設置展示室「アビュレッド・ブリジアム」，提供學校活動與研修團體使用。
- 2014年11月27日：北九州市宣布預計於2018年底前實現免費化。
- 2018年12月1日：若戶大橋與若戶隧道自凌晨0時起免費通行。
- 2022年2月9日：被指定為國家重要文化財。
- 2024年1月15日：速限由40km/h調整為50km/h。

## 流行文化
- 宇宙大怪獸德古拉（東宝映画1964年作品）——在剧中若戶大橋被破坏。

## 外部連結
- 北九州市道路公社